# 이케에 리카코
이케에 리카코(일본어: 池江 璃花子, いけえ りかこ, 2000년 7월 4일 ~ )는 일본의 수영 선수이다. 2018년 하계 아시안 게임 여자 수영 6관왕을 달성하였으며, 여자 선수 최초로 아시안 게임 MVP가 되었다. 2019년 2월 13일 급성 백혈병에 걸린 사실이 밝혀져 선수 생활을 중단했다.